# Saagaromyces abonnis
Saagaromyces abonnis är en svampart som först beskrevs av Jan Kohlmeyer, och fick sitt nu gällande namn av K.L. Pang & E.B.G. Jones 2003. Saagaromyces abonnis ingår i släktet Saagaromyces och familjen Halosphaeriaceae.   Inga underarter finns listade i Catalogue of Life.